# Équipe du Mozambique féminine de volley-ball
L'équipe du Mozambique de volley-ball féminin est composée des meilleures joueuses mozambicaines sélectionnées par la Fédération Mozambicaine de volley-ball (Federação Moçambicana de Voleibol, FMV). Elle n'est actuellement pas classée par la FIVB au 15 janvier 2010.

## Sélection actuelle
Sélection pour les qualifications aux championnats du monde 2010.
Entraîneur :  Garcia Carlos ; entraîneur-adjoint :  Orlando Pateguana

## Palmarès et parcours

### Parcours

#### Championnat d'Afrique de volley-ball féminin
| - 1976 : ? - 1985 : ? - 1987 : ? - 1991 : Non qualifié - 1993 : Non qualifié - 1995 : Non qualifié - 1997 : 5e - 1999 : Non qualifié - 2001 : Non qualifié - 2003 : Non qualifié | - 2005 : Non qualifié - 2007 : Non qualifié - 2009 : Non qualifié |